# Saint-Palais (Gironde)
Saint-Palais is een gemeente in het Franse departement Gironde (regio Nouvelle-Aquitaine) en telt 420 inwoners (1999). De plaats maakt deel uit van het arrondissement Blaye.

## Geografie
De oppervlakte van Saint-Palais bedraagt 9,7 km², de bevolkingsdichtheid is 43,3 inwoners per km².
De onderstaande kaart toont de ligging van Saint-Palais (Gironde) met de belangrijkste infrastructuur en aangrenzende gemeenten.

## Demografie
Onderstaande figuur toont het verloop van het inwonertal (bron: INSEE-tellingen).

## Oude romaanse kerk
In Saint-Palais is, op een oude romaanse kerk uit de 12e eeuw na, niet veel te bekijken. Er zijn een enkele wijnhuizen waar nog steeds wijn gemaakt wordt. Een wijnboerderij, Chez Gendron, is in de jaren 60 omgebouwd tot camping. Het hoogtepunt wordt gevormd door de watertoren. Vanaf dit hoogste punt is er een goed uitzicht op de rivier de Gironde die 5 km zuidelijker stroomt. Bij helder weer kan men de Médoc zien liggen.
1. ↑  Populations de référence 2022.